# Franco Raimondi
Franco Raimondi (Vanzago, 2 agosto 1928 – Vanzago, 7 dicembre 1958) è stato un calciatore italiano, di ruolo centrocampista.

## Carriera
Debutta in Serie C nel 1952 con il Parma. Nel 1953 si trasferisce alla Salernitana, squadra militante in Serie B, dove rimane due stagioni collezionando nella prima 27 presenze e nella seconda 32.
Nel 1955 viene acquistato dal Brescia, squadra che milita sempre in Serie B, registrando 32 presenze. Nella stagione 1956-1957 il Brescia arriva secondo in classifica, perdendo lo spareggio con l'Alessandria e vedendo così sfumare la promozione in Serie A; in quella stagione Raimondi gioca 25 gare. Con le Rondinelle gioca anche la stagione successiva con 8 presenze.
Muore a seguito delle esalazioni della stufa a metano della propria abitazione a Vanzago la notte tra il 7 e l'8 dicembre 1958, assieme alla moglie, alla figlia e alla madre.